# Norbertas Vėlius
Norbertas Vėlius (* 1. Januar 1938 in Gulbės, jetzt Rajongemeinde Šilalė; † 23. Juni 1996 in Vilnius) war ein litauischer Kulturwissenschafter, Ethnograph, Folklorist, Mythologe und Religionswissenschaftler, zuletzt Ordinarius an der Vytautas-Magnus-Universität in Kaunas.

## Leben
Von 1947 bis 1954 lernte Vėlius an der Mittelschule Laukuva bei Šilalė und danach arbeitete er als Schullehrer.
Von 1957 bis 1962 absolvierte er das Diplomstudium der litauischen Sprache und Literatur an der Universität Vilnius. Ab dem ersten Studienjahr sammelte er Folkloristik. 1989 promovierte er zum Thema „Chtoniškasis lietuvių mitologijos pasaulis“ und wurde mit dem staatlichen Preis ausgezeichnet. 1992 wurde er Professor. Vėlius lehrte an der Universität Šiauliai, Universität Vilnius, Lietuvos muzikos akademija und Kunstakademie Vilnius.
Vėlius war verheiratet. Seine Tochter ist Rūta Vėliūtė-Paberžienė, Lehrerin in der Čiurlionis-Kunstschule in Vilnius.
Sein Grab befindet sich im Friedhof Antakalnis.

## Wirken
Vėlius ist Verfasser und Herausgeber zahlreicher Bücher, darunter einer kritischen Sammlung aller bekannten Quellen zur baltischen Religion und Mythologie in Originalsprache und litauischer Übersetzung. Ferner hat er eine dreibändige Anthologie zur frühen Erforschungsgeschichte der baltischen Religion initiiert. Noch immer erscheinen Bücher, deren Konzeption und Kommentare von Vėlius erstellt wurden.

## Preise
- 1989: Staatspreis von Sowjetlitauen
- 1990: Matas-Slančiauskas-Preis
- 1993: Jonas-Basanavičius-Preis

## Andenken
- 2001 wurde das Gymnasium Laukuva (ehemalige Mittelschule Laukuva) nach seinem Namen umbenannt
- 2003 wurde der Film „Norbertas Vėlius. Čia ir ten“ (Regie Algirdas Tarvydas) gedreht
- 2008 wurde eine Stadtstraße in Naujoji Vilnia der litauischen Hauptstadt Vilnius genannt[3]
- Seit 2008 wird die Konferenz-Lesung „Profesoriaus Norberto Vėliaus skaitymai“ jedes Jahr organisiert
- 2012 wurde das Denkmal-Skulptur „Brief an Prof. Norbertas Vėlius“ (Skulptor Arvydas Ališanka) im Mythologischen Park Balsiai an der Hauptschule Balsiai (Bubilo-Str. 8) Amtsbezirk Verkiai (Vilnius) gebaut

## Werke (Auswahl)
als Autor
- Mitinės lietuvių sakmių būtybės. Vilnius 1977.
- Chtoniškasis lietuvių mitologijos pasaulis. Vilnius 1987.

als Herausgeber
- Laumių dovanos. Vilnius 1979.
  - englisch: Lithuanian mythological tales. Vilnius 1998. ISBN 5-415-01304-0.
- Baltų religijos ir mitologijos šaltiniai. Vilnius 1996–2005. ISBN 5-420-01579-X (4 Bände)